# Der letzte Zeuge (film 1919)
Der letzte Zeuge è un film muto del 1919 diretto da Adolf Gärtner. Gli interpreti principali furono Albert Bassermann e sua moglie Elsa Bassermann la quale risulta anche come sceneggiatrice del film.

## Produzione
Il film fu prodotto dalla Greenbaum-Film di Berlino.

## Distribuzione
Il film fu presentato al Kammerlichtspiel dil Berlino nell'agosto 1919. La pellicola - che internazionalmente prese il titolo di The Last Witness - uscì nelle sale cinematografiche tedesche nell'aprile 1921 con il visto di censura del 20 marzo 1921 che ne proibiva la visione ai minori.